# Szegedi Károly
Szegedi Károly (Újfehértó, 1953. június 21. – Budapest, 1978. július 25.) világbajnoki ezüstérmes magyar kenus, olimpikon.

## Élete
Szegedi Károly 1953-ban született Újfehértón. Viszonylag későn kezdett versenyezni, előbb a Budapesti Építők, majd a Bp. Honvéd kenusa volt. 1975-ben és 1976-ban összesen ötször lett magyar bajnok, 1975-től 1976-ig volt magyar válogatott. Az 1975-ös belgrádi világbajnokságon kenu egyesben tízezer méteren ezüstérmet szerzett, majd az 1976-os olimpián ötszáz méteren hatodik lett.
1978-ban hunyt el vastagbélrákban, hosszú betegség után, 25 éves korában. Az Óbudai temetőben nyugszik. Nevét viseli 2004-től szülővárosa, Újfehértó városi sportdíja, 2020 óta pedig az újfehértói Szegedi Károly Sport- és Szabadidőközpont is, melynek falán emléktáblát is avattak tiszteletére.